# Cot Da Intan
Cot Da Intan är en kulle i Indonesien.   Den ligger i provinsen Aceh, i den västra delen av landet, 1 800 km nordväst om huvudstaden Jakarta. Toppen på Cot Da Intan är 300 meter över havet. Cot Da Intan ligger på ön Pulau We.
Terrängen runt Cot Da Intan är kuperad åt nordost, men söderut är den platt. Havet är nära Cot Da Intan söderut.  Närmaste större samhälle är Sabang, 11,5 km norr om Cot Da Intan. 